# Сяо Баоцзюань
Сяо Баоцзюань (кит. трад.: 蕭寶卷; піньїнь: Xiao Baojuan; 483–501) — шостий імператор Південної Ці з Південних династій.
Вважається вкрай жорстоким і непослідовним правителем, який страчував своїх прибічників, відданих друзів і талановитих генералів. Доволі скоро проти нього почались численні заколоти, що призвели до того, що владу отримав генерал Сяо Янь, який повалив династію Південна Ці й заснував власну — Лян, ставши її першим імператором.

## Життєпис
Був середнім сином імператора Сяо Луаня. 498 року, після смерті останнього, 15-річний Сяо Баоцзюань став новим імператором. Після цього влада фактично перейшла до рук шести чиновників, які керували, не надто піклуючись про молодого імператора. Втім і Сяо Баоцзюань шукав способи взяти владу в свої руки, діючи несподівано та жорстко.
499 року ті чиновники також усвідомили, що імператор своєю ірраціональною поведінкою здатен зашкодити країні, тому його слід усунути від трону. Проте Сяо Баоцзюань устиг їх випередити, стративши двох із них. Сяо Яогуань спробував здійснити переворот, щоб самому сісти на престол, але зазнав поразки та був убитий. Імператор при цьому стратив п'ятьох вищих чиновників і генералів, які допомагали йому придушити заколот.
В результаті таких дій спалахнув широкомасштабний бунт, який розпочав генерал Чень Сяньда в провінції Цзянчжоу (сучасні Цзянсі й Фуцзянь). Бунт також було швидко придушено, й Сяо Баоцзюань почав вважати себе непереможним. Остерігаючись страти, генерал Пей Чжаоє, який контролював область Шоуян (Аньхой), 500 року здав свою територію Північній Вей.
Сяо Баоцзюань наказав відвоювати Шоуян. Командувачем війська був призначений генерал Цуй Хуейцзін. Останній, вирушивши зі столиці, Цзянькана, несподівано повернув назад, вирішивши повалити імператора й посадити на трон Сяо Баосюаня. Йому вдалось оточити загони охорони в самому палацовому комплексі, втім Сяо Ї (брат Сяо Яня) підійшов зі своїми військами на допомогу захисникам палацу. Цуй Хуейцзін намагався втекти, але був убитий. Сяо Ї отримав пост головного міністра, втім за якийсь час теж був страчений. Довідавшись про смерть Сяо Ї, Сяо Янь підбурив повстання.
Сяо Баоцзюань відрядив проти повстанців армію, керувати якою поставив Лю Шаньяна. Сяо Янь уклав союз із Сяо Інчжоу, правителем провінції Цзінчжоу (західна й центральна частини сучасної провінції Хубей), якому повідомив, що Лю збирається атакувати його провінцію також. Сяо Інчжоу раптово атакував Лю Шаньяна, якого було вбито. Сяо Інчжоу був радником молодшого брата імператора, 12-річного Сяо Баожуна, та мав у планах проголосити останнього імператором.
Навесні 501 року Сяо Інчжоу оголосив Сяо Баожуна імператором, надавши собі й Сяо Яню рівні високі титули, й упродовж кількох місяців у країні були два імператори. Сяо Інчжоу залишився з новим імператором у провінції Хубей, а Сяо Янь вирушив у похід проти Сяо Баоцзюаня.
Оскільки імператор Сяо Баоцзюань втратив більшість талановитих генералів, Сяо Янь упевнено просувався до столиці, здобуваючи перемоги. До зими 501 року він сягнув столиці, зайняв зовнішнє місто та взяв в облогу палац. У той час його союзник Сяо Інчжоу зазнав поразки від генерала Сяо Гуя й помер. Сяо Дань, брат Сяо Яня, зумів прийти на допомогу та взяти під охорону імператора Сяо Баожуна.
До нового 502 року Баоцзюань був убитий власними генералами Ван Чженго та Чжан Цзі. Вони злякались, що імператор стратить їх, як і попередніх своїх прибічників. Після цього вони здались Сяо Яню, принісши голову Баоцзюаня на списі. Сяо Янь з тріумфом увійшов до палацу. Таким чином династія Південна Ці припинила своє існування. Їй на зміну прийшла нова — Лян.

## Девіз правління
- Юн'юань (永元) 499—501